# Гітарні скати
Гітарні скати (Rhinobatidae) — родина скатів ряду скатоподібні (Rajiformes). Ці скати за формою тіла мають певну подібність до струнних музичних інструментів. В Англії й США їх називають «риба-гітара», в Австралії — «акула-банджо», у Франції — «морська скрипка».

## Опис
Представники цієї родини витягнуті, їхнє тіло ще не таке сплюснуте, як у інших скатів. У них ще не атрофувалися два спинних плавця, що знаходяться далеко позаду, а також анальний плавець без хвостового шипа. Паща пристосована до їжі, що складається з ракоподібних і молюсків з численними дрібними і тупими зубами.

## Спосіб життя
Вони живуть у тропічній зоні узбереж всіх океанів і заходять іноді в опріснені естуарії. Гітарні скати проводять своє життя, повільно плаваючи біля дна або лежачи на піщаному або мулистому ґрунті, у якому вони можуть частково закопуватися. Вони настільки малоактивні, що дозволяють навіть схопити себе за хвіст руками. Під час плавання ці скати використають як рушій хвіст, а не грудні плавці, як це роблять інші скати. Їхня їжа складається із дрібних риб, ракоподібних, молюсків й інших донних тварин, яких вони розгризають своїми закругленими невеликими зубами. Біля берегів Індії гітарні скати попадаються зграями й приносять деяку шкоду устричним банкам. Вони мають невелике значення в місцевому промислі деяких країн, наприклад в Індії, Китаї, Перу й у ряді інших районів.
Біля атлантичних берегів Америки досить звичайний гітарний скат плямистий (Rhinobatos lengitinosus), що досягає довжини близько 75 см. Як й інші гітарні скати, він належить до яйцеживородних видів, і самиця приносить 6 дитинчат за один приплід. Плямистий скат зустрічається на глибині від 0,3 до 18 м.
В Індійському й Тихому океанах зустрічається скат Шлегеля (Rhinobatos schlegeli), що іноді попадається й у південній частині Японського моря біля берегів Кореї і Японії. Він досягає 87 см завдовжки й має деяке промислове значення, тому що м'ясо його вважається делікатесним, а плавці дуже цінуються для готування супу. Цей вид населяє й прибережні води. Самиця приносить до десятка дитинчат.

## Класифікація
Родина містить 34 сучасні види у 3 родах та один вимерлий рід:
- Acroteriobatus
- Pseudobatos
- Rhinobatos
- †Myledaphus